# Meistaraflokkur (1932)
Sezon 1932 był 21. sezonem o mistrzostwo Islandii. Drużyna KR obroniła tytuł mistrzowski, zdobywając siedem punktów w czterech meczach. Ze względu na brak systemu ligowego żaden zespół nie spadł ani nie awansował po sezonie.

## Drużyny
Po sezonie 1931 do rozgrywek ligowych dołączył zespół ÍBA Akureyri, żadna drużyna natomiast nie zrezygnowała z udziału, w wyniku czego w sezonie 1932 w rozgrywkach Meistaraflokkur wzięło udział pięć zespołów.
| Uczestnicy poprzedniej edycji                                                                                 | Uczestnicy poprzedniej edycji | Uczestnicy poprzedniej edycji | Uczestnicy poprzedniej edycji |
| --- | ----------------------------- | ----------------------------- | ----------------------------- |
| KRE | KR                            | 1                             |                               |
| VAL | Valur                         | 2                             |                               |
| VÍR | Víkingur Reykjavík            | 3                             |                               |
| FRA | Fram                          | 4                             |                               |
| Dołączenie w sezonie 1932                                                                                     |                               |                               |                               |
| ÍBA | ÍBA Akureyri                  |                               |                               |
| Oznaczenia: - kolumna pierwsza – skróty nazw drużyn, - kolumna trzecia – miejsce zajęte w poprzednim sezonie. |                               |                               |                               |

## Tabela
| Lp. | Drużyna            | M | Z | R | P | Bramki | Bramki | +/– | Pkt |
| --- | ------------------ | - | - | - | - | ------ | ------ | --- | --- |
| 1   | KR (M)             | 4 | 3 | 1 | 0 | 15     | 5      | +10 | 7   |
| 2   | Valur              | 4 | 2 | 1 | 1 | 5      | 3      | +2  | 5   |
| 3   | ÍBA Akureyri       | 4 | 2 | 0 | 2 | 6      | 5      | +1  | 4   |
| 3   | Fram               | 4 | 2 | 0 | 2 | 3      | 5      | −2  | 4   |
| 5   | Víkingur Reykjavík | 4 | 0 | 0 | 4 | 1      | 12     | −11 | 0   |

## Wyniki
| Gospodarz \ Gość   | FRA | ÍBA | KRE | VAL | VÍR |
| Fram               |     |     |     | 1:0 | 1:0 |
| ÍBA Akureyri       | 2:0 |     | 1:4 |     |     |
| KR                 | 3:1 |     |     | 2:2 |     |
| Valur              |     | 1:0 |     |     | 2:0 |
| Víkingur Reykjavík |     | 0:3 | 1:6 |     |     |

Źródło: Knattspyrnusamband Íslands (isl.)
Objaśnienia:
1Drużyna gospodarzy jest wymieniona po lewej stronie tabeli.
Kolory: zielony – zwycięstwo gospodarzy, żółty – remis, różowy – zwycięstwo gości.